# 菲利普·科爾施賴伯
菲利普·科爾施賴伯（Philipp Kohlschreiber，1983年10月16日—），是一位德國職業網球運動員。於2001年轉為職業選手。他的單打最高世界排名是第16位。迄今為止，他已經獲得了8個ATP巡迴賽冠軍。

## 外部連結
- 官方网站 （德文） （英文）
- 菲利普·科爾施賴伯（英文/西班牙文）的官方資料
- 菲利普·科爾施賴伯的國際網球總會 職業／青少年 官方資料（英文）
- 菲利普·科爾施賴伯的官方資料（英文）